# دوري اسطنبول لكرة القدم 1904–05
دوري اسطنبول لكرة القدم 1904–05 هو موسم من دوري اسطنبول لكرة القدم ‏. فاز فيه HMS Imogene F.C. ‏.